# Новачи-Страини (Горж)
Новачи-Страини (рум. Novaci-Străini) насеље је у Румунији у округу Горж. Oпштина се налази на надморској висини од 491 m.

## Становништво
Према подацима из 2011. године у насељу је живело 6033 становника.